# برونو أهلبرغ
برونو أهلبرغ (بالفنلندية: Bruno Ahlberg)‏ (23 أبريل 1911 – 9 فبراير 1966) هو ملاكم فنلندي راحل، مثّل بلاده في الألعاب الأولمبية الصيفية في دورتي 1932 و1936.

## روابط خارجية
برونو أهلبرغ على موقع بوكس ريك (الإنجليزية) (registration required)
- برونو أهلبرغ على موقع أوليمبيديا (الإنجليزية)